# 嶺海藝術專科學校
嶺海藝術專科學校，簡稱「嶺海藝專」，是香港一所私立的藝術學校，現已停辦。當時位於香港島灣仔告士打道。
嶺海的校長是盧巨川。
曾在嶺海任教的部份老師有：歐陽乃霑、江啟明、黃潮寬
、梁德祥、陳楚鴻、黃東亮、馬廉超、梁達鴻、李寶輝、蔡紹尊、何其炎、陳堯麟、李國基、田滄海、黃棋開等等。